# Deutsche Mythologie
Deutsche Mythologie (česky Německá mytologie, anglicky Teutonic Mythology) je rozsáhlé dílo Jacoba Grimma (1785 – 1863), které pojednává o předkřesťanské mytologii a pozdějším folklóru germánských národů. Srovnává tyto představy s obdobnými obrazy z dalších (nejen) evropských areálů. Z dnešního hlediska může být takové srovnání problematické, navíc autor v duchu své doby stírá hranice mezi božskými postavami z mýtů a představami z folklóru 19. stol. Přesto se jedná o dílo významné a vlivné, neboť jde o jeden z vůbec prvních pokusů systematicky studovat toto téma.
Poprvé byl tento spis vydán v roce 1835 v Göttingenu.

## Obsah díla
Grimm se věnuje pojetí božství, kultu (modlitbě a oběti), bohoslužebným prostorám a kněžským vrstvám. Z božstev je zde zmíněn např. Wodan (Óðinn), Donar (Þórr), Zio (Týr), Frô (Freyr), Paltar (Baldr), Heimdallr, Bragi, Loki, Erda, Tanfana, Holda, Perchta, Ostara, Frikkal (Frigg), Frouwa (Freyja), Rahana (Ran) nebo Hellia (Hel). Dále se autor zabývá mnohými hrdiny (např. Wielant, Beowulf nebo Sigfried). Samostatná kapitola náleží věštkyním (Veleda), kněžkám a polobožským bytostem spjatým s určováním osudu (norny a valkýry).
Velký prostor patří nadpřirozeným stvořením, která jsou rozřazena dle své působnosti do oblasti hor, lesa, vodstva a domova. Grimm popisuje obydlí a vzhled álfů, dvergů, lesního lidu a různých vodních bytostí. Věnuje se také obrům a démonologii. Kromě toho se zabývá kosmogonií (vznikem světa), stvořením prvních lidí a trpaslíků. Vysvětluje uctívání živlů a jejich využití v magii a rituálu, dále jmenuje mnohá posvátná zvířata a stromy. Objasňuje roli nebes, hvězd, dne a noci v mytologii. Popisuje svátky a obřady, které se váží k letnímu a zimnímu období. Vykládá rovněž kosmologii (uspořádání světů), koncepci času a představy apokalypsy (ragnaröku). Část díla je zasvěcena pojetí duše, eschatologii (představám o smrti) a řeší se zde též chápání osudu.
Pojednává také o staroseverské poezii, o mýtu popisujícím získání medoviny básnictví a o skaldech. Vypráví o přízracích, strašidlech a divokém honu. Nejspíše jako první badatel vůbec poukazuje na motiv hrdinské výpravy do mohyly v germánské mytologii, mluví o bytostech sídlících v mohylách a strážených pokladech uvnitř. Z kapitoly o čarodějnictví se dozvídáme o různých druzích magie a typech kouzelníků, o praxi a proměnách čarodějnic, uřknutích, tradičních zvířecích společnících čarodějnic, čertech, vlkodlacích a čarodějnických pomůckách. Grimm zkoumá také pověry z různých oblastí lidského života (cestování, láska, očekávání dítěte, výklad snů ad.). Nezapomíná ani na léčení nemocí za pomoci magie, pohřby a na znamení, která věští smrt. Najdeme zde kapitolu o kouzelných vlastnostech kamenů a bylin (např. mandragora, jmelí, kapradí nebo pórek) a jejich roli v mytologii. Zmiňuje různá kouzla, runovou magii, zaříkadla a kletby.
Celé dílo je obohaceno rozsáhlým poznámkovým aparátem a dodatky, včetně většího výčtu soudobých pověr z různých zemí a seznamu kouzel a zaříkadel.

## Vliv
Deutsche mythologie se později stala zdrojem různých literárních klišé, ovlivnila mimo jiné koncept elfů v díle J. R. R. Tolkiena.